# Marco Acilio Prisco Egrilio Plariano
Marco Acilio Prisco Egrilio Plariano (en latín: Marcus Acilius Priscus Egrilius Plarianus) fue un senador romano, que vivió a finales del siglo I y mediados del siglo II, y desarrolló su cursus honorum bajo los reinados de Trajano, Adriano y Antonino Pío. 

## Orígenes familiares
Nació como miembro de la gens Egrilia, una familia prominente de la ciudad de Ostia; Olli Salomies especula que nació con el nombre de Quinto Egrilio Plariano Su padre era Aulo Egrilio Rufo, un decurión de gran influencia en Ostia, atestiguado como duovir y flamen Romae et Augusti; su madre era Plaria Vera; su hermano, Aulo Egrilio Plariano fue cónsul sufecto en el año 128. Se sospechó durante mucho tiempo que los elementos del nombre "Acilio Prisco" provenían de una adopción; el descubrimiento en 1938 de la base de una estatua de Marco Acilio Prisco, otro duovir de Ostia y flamen Romae et Augusti, permitió a H. Bloch identificar a este como padre adoptivo de Prisco.

## Carrera política
Su cursus honorum es conocido por tres inscripciones encontradas en Ostia. Prisco comenzó su carrera como uno de los quattuorviri viarum curandarum, uno de los cuatro cargos que formaban el vigintivirato, cuya tarea era velar por el adecuado mantenimiento de las calles de Roma. A continuación, fue tribuno militar en la Legio V Macedonica, estacionado en Troesmis en el Danubio, en la provincia imperial de Moesia Inferior. Regresó a Roma para ocupar el cargo de cuestor, que ejerció en la propia capital, y una vez completada esta magistratura republicana tradicional, Prisco sería inscrito en el Senado. A esta, le siguieron dos más de las magistraturas republicanas tradicionales, como edil y pretor.
Prisco ocupó inmediatamente después un par de nombramientos consecutivos como legatus o asistente de dos procónsules, el primero fue en la provincia senatorial de Sicilia, y el segundo en Asia. A esto le siguió un cargo como gobernador de la provincia de la Galia Narbonensis; Werner Eck fecha su gobernación en el período 119-120. Luego recibió otro cargo como legatus o comandante de la Legio VIII Augusta, en ese momento guarnecida en Argentoratum en la provincia de Germania Superior. Mireille Corbier cree que fue este nombramiento lo que llevó a Prisco a ser nombrado prefecto del aerarium militare; a esto siguió su nombramiento como prefecto del aerarium Saturni, donde era colega de Lucio Aurelio Galo; Corbier fecha este cargo después del mandato de su hermano o en el año 126.
Al igual que su hermano, Prisco continuó la tradición familiar de ser patrón de la ciudad de Ostia. Se ha pretendido que fue cónsul sufecto en 132, pero la persona que realmente lo ocupó fue Cayo Acilio Prisco, y se desconoce qué relación familiar tenían entre ambos.

## Familia
Aunque no hay información sobre el nombre de su esposa, hay evidencia de que Prisco tuvo al menos tres hijos: 
- Quinto Egrilio Plariano, cónsul sufecto en el año 144.
- Marco Egrilio Plariano Larcio Lépido, cónsul sufecto alrededor del año 156.
- Una hija llamada Egrilia Plariana.